# Södermanlands runinskrifter 299
Runinskrift Sö 299 är ett runstensfragment som sitter inmurat i Huddinge kyrkas yttervägg i Huddinge socken på Södertörn.

## Stenen
Stenen stod ursprungligen vid Kyrksjön strax norr om Huddinge kyrka. När kyrkan byggdes kring 1200 togs stenen till vara som byggnadsmaterial och inmurades i långhusets södra yttervägg. Dess ovanliga stenart består av rosa sandsten. Måtten är cirka 115 x 70 cm och den sitter 1,5 meter ovanför marken. Av texten att döma är stenen rest efter en moder av hennes söner och de lät även bygga en bro. Ristningens ornamentik går i stilen Fågelperspektiv.

## Inskriften
Runsvenska: onunr : auk thurfa... -r sino : thair : kirthu bru
Nusvenska: Anund och Torfast... sin moder. De gjorde bro.
Richard Dybecks teckning utförd vid hans besök 1855.